# Sani Emmanuel
Pour les articles homonymes, voir Sunday Emmanuel (football).
Sani Emmanuel, né le 23 décembre 1992 à Benin City, est un footballeur nigérian. Il joue au poste d'attaquant.

## Biographie

### En club
Sani Emmanuel commence le football et sa formation au sein du club de My People FC en 2008 à l'âge de 15 ans. Convaincus de son potentiel, les dirigeants du club lui cherchent un club où il pourra développer ses qualités.
En 2009, il se fait prêter en Suède à Bodens BK qui évolue à l'équivalent de la troisième division suédoise, mais Sani joue uniquement dans les équipes jeunes du club et impressionne. Ses débuts sont excellents, il marque une vingtaine de buts en une dizaine de matchs. Sani s'acclimate très bien dans le club scandinave. Sani Emmanuel est convoité par le géant africain Étoile du Sahel de Tunisie et Chelsea FC  en Angleterre.
En 2011, le jeune joueur signe son premier contrat professionnel avec le club italien de la Lazio Rome.

### En équipe nationale
En 2009, Sani participe à la Coupe du monde des moins de 17 ans au Nigeria, il y dispute cinq matchs pour inscrire cinq buts. Mais le Nigeria bute sur la Suisse en finale à domicile.
Sani fait une excellente prestation lors de ce tournoi, même en étant remplaçant il marque but sur but, en effet, il inscrit ses cinq buts en 144 minutes soit une moyenne d'un but toutes les 28 minutes. 
Il est élu meilleur joueur du tournoi, et deuxième meilleur buteur.

## Palmarès

### En équipe

#### En sélection nationale
- Nigeria - 17 ans
  - Coupe du monde - 17 ans
    - Finaliste : 2009.

### Distinctions personnelles
- Meilleur joueur de la Coupe du monde des moins de 17 ans en 2009.
- Deuxième meilleur buteur de la Coupe du monde des moins de 17 ans en 2009.